# 안성 청룡사 감로탱
안성 청룡사 감로탱(安城 靑龍寺 甘露幀)은 대한민국 경기도 안성시 서운면 청룡사에 있는 조선시대의 탱화이다. 2000년 10월 16일 대한민국의 보물 제1302호로 지정되었다.

## 개요
감로탱은 조상의 극락왕생을 빌기 위해 그린 불교그림이다.
이 그림은 가로 200cm 세로 237.5cm 크기이며 3단으로 화면구성을 하고 있다. 그림의 맨 윗부분에는 가운데 아미타삼존을 포함한 7여래와 극락세계로 영혼을 인도하는 인로왕보살 등을 그려 이상세계를 표현하였다. 특히 불·보살의 몸을 금가루로 칠했는데, 이는 다른 불화에서는 거의 그 예를 찾아볼 수 없다. 그림의 중간에는 산수(山水)를 배경으로 영혼이 극락으로 인도되길 기원하는 제사상을 차려 공양하는 모습이 그려져 있고, 아래부분에는 속세의 여러 장면이 생동감있게 묘사되어 당시 풍속연구에 귀중한 자료가 되고 있다.
조선 숙종 18년(1692)에 제작된 이 불화는 명료한 주제와 안정된 구도, 선명한 색채로 조선 후기 불화 연구에 귀중한 자료일 뿐만 아니라 중생제도와 유교의 효사상 강조에 따른 종교적 의의 또한 매우 크다.

## 같이 보기
- 청룡사

## 참고 자료
- 안성 청룡사 감로탱 - 국가유산청 국가유산포털